# Bufonia murbeckii
Bufonia murbeckii là loài thực vật có hoa thuộc họ Cẩm chướng. Loài này được Emb. mô tả khoa học đầu tiên năm 1935.